# Presumption of Death Act 2013
Der Presumption of Death Act 2013 ist ein Gesetz des britischen Parlaments, das die Todeserklärung vermisster Personen in England und Wales regelt.

## Hintergrund
Schon vor der Verabschiedung des Gesetzes konnte eine Person in England und Wales für tot erklärt werden. Diese Todeserklärung hatte Auswirkungen vor allem auf den Familienstand. Für bestimmte Rechtsgeschäfte galt diese Todeserklärung jedoch nicht, da keine Sterbeurkunde ausgestellt wurde. Bekanntester Fall, der von dieser Regelung betroffen war, war Richard Bingham, 7. Earl of Lucan, der seit 1974 vermisst wurde. Eine Todeserklärung erfolgte 1999, da jedoch keine Sterbeurkunde vorlag, konnte sein Sohn George Bingham nicht dessen Titel erben und damit den Sitz im House of Lords übernehmen. Das Gesetz vereinheitlicht die Rechtslage in England und Wales mit der von Schottland und Nordirland.

## Regelungen
Das Gesetz regelt, dass jeder vor dem High Court beantragen kann, eine vermisste Person für tot erklären zu lassen. Das Gericht kann daraufhin eine Todeserklärung ausführen, wenn es davon überzeugt ist, dass diese Person tot ist oder dass sie über einen Zeitraum von mindestens sieben Jahren nicht lebend gesehen wurde. Das Gericht legt einen Todeszeitpunkt fest. Wenn das Gericht keinen genauen Todeszeitpunkt angeben kann, dann wird der Todeszeitpunkt mit dem Ablauf der Frist angesetzt, die das Gericht auf die letzte bekannte lebende Erscheinung der Person oder die Antragstellung beziehen kann. Die Feststellung des Gerichts wird in ein spezielles Register für diese Todesfälle aufgenommen. Darauf ist die Ausstellung einer Sterbeurkunde möglich.